# Патрік Пенц
Па́трік Пенц (нім. Patrick Pentz, нар. 2 січня 1997, Зальцбург, Австрія) — австрійський футболіст, воротар данського клубу «Брондбю» та національної збірної Австрії.

## Клубна кар'єра
Патрік Пентц народився у місті Зальцбург і з 2006 року займався футболом у школі місцевого клубу «Ред Булл». Згодом він перебрався до школи столичної «Аустрії». З 2013 року Пентц почав грати за дубль команди у Регіональній лізі. З 2015 року тренери почали залучати воротаря до тренувань основної команди. У травні 2016 року Патрик Пентц дебютував у першій команді у матчах Бундесліги.
Сезон 2022/23 воротар розпочав у клубі французької Ліги 1 «Реймс», зігравши в команді сім матчів. 
В січні 2023 року Пенц перейшов до німецького «Баєр 04», з яким підписав контракт на два з половиною роки. Та не зігравши в клубі жодного матчу, влітку 2023 року Пенц був відправлений в оренду до кінця сезону у данський «Брондбю». Після завершення терміну оренди, воротар підписав з данським клубом повноцінний контракт на чотири роки.

## Збірна
Патрік Пентц провів кілька матчів у юнацьких та молодіжній збірних Австрії.
29 березня 2022 року у товариському матчі проти команди Шотландії Патрік Пенц дебютував у складі національної збірної Австрії.. В складі збірної Пенц брав участь у фінальній частині Євро - 2024.